# سيبستيان كاستيلو
سيباستيان كاستيلو
سيباستيان كاستيلو وايضًا من أسماءه سيباستيان شاتيلون وشاتيلون وكاستيلون وكاستيلو ؛ الذي  عاش في الفترة  1515-1563)).
هو أحد دعاة الإصلاح المسيحيين الأوائل الذين دعوا  للتسامح الديني وحرية الضمير والفكر وهو عالم لاهوت وواعظ فرنسي .
وُلد كاستيليو عام 1515 في سان مارتن دو فرين في قرية بريس في دوفيني على حدود  سويسرا وفرنسا وسافوي. أطلقت عائلته على نفسها اسم Chateillon, Chatillon, or Chataillon .
تلقى تعليمه في جامعة ليون في سن العشرين، كان يجيد  عدة لغات (الفرنسية والإيطالية واللاتينية والعبرية واليونانية  والألمانية ) حيث بدأ في كتابة الأعمال اللاهوتية بمختلف اللغات  في أوروبا.
أحبّ العلم وتبحر  فيه لدرجة أنه كان يُعتبر أحد أكثر الرجال تعلمًا في عصره وعرف كثيرًا عن علم اللاهوت .
كتب لاحقًا أنه تأثر بشدة عندما رأى حرق الزنادقة (الحرق على قيد الحياة) في مدينته ليون من قبل محاكم التفتيش الفرنسية وفي سن الرابعة والعشرين قرر الاشتراك في تعاليم الإصلاح(حركة رئيسية داخل المسيحية الغربية). في ربيع عام 1540 ، بعد أن شهد مقتل الشهداء البروتستانت الأوائل، غادر ليون وأصبح مبشرًا للبروتستانتية.
التقى كاستيلو شخص يدعى جون كالفن وذلك بعد  مغادرته مدينة ليون  ذاهبًا إلى ستراسبورغ، بقي  مع كالفن وزوجته أسبوعًا كاملا مستمتعًا بصحبتهما في بيت الطلاب، وفي عام  1542 طلب كالفن من كاستيلو ان ينظم إليه  بصفته رئيس جامعة  كوليج دي جنيف، تمتع كاسيلو باحترام كبير بسبب العلاقة بينه وبين كالفن.
في عام 1542 نشر كتابه الأول من الحوارات المقدسة باللغتين اللاتينية والفرنسية.
في عام 1543 ضرب الطاعون جنيف، بدأ كاستيليو يزور المرضى ويعزي الموتى. ولكن كالفن رفض  زيارة المرضى، بحجة أن ذلك يؤدي إلى إضعاف الكنيسة بأكملها من أجل مساعدة جزء منها .
وعلى الرغم من سمعة  كاستيلو وشهرنه فقد عاش أعوامًا من الفقر الشديد، اضطر للاعتماد على الغرباء للبقاء على قيد الحياة، فبدأت حياته بالتسول وحفر الخنادق ثم إلى تدقيق القراءة للحصول على الطعام .
وتم تداول كتاباته على نطاق واسع في شكل مخطوطة لبعض الوقت، ولكن تم نسيانها.
تحسنت حظوظ كاستيليو تدريجياً، وفي أغسطس 1553 حصل على درجة الماجستير في الآداب من جامعة بازل وعُين في منصب تعليمي مرموق.
وحدث أن حصل معه في حياته مشاحنات ومشاجرات بسبب العقائد والطوائف .
توفي كاستيليو في بازل عام 1563 ، ودُفن في قبر عائلة نبيلة. استخرج أعداؤه الجثة، وأحرقوها، ونثروا الرماد. وقد نصب بعض طلابه نصبًا تذكاريًا لذكراه، وقيل انه تم  تدميره لاحقًا عن طريق الصدفة.
ومن أعماله :
Dialogi Sacri. Geneva 1542
Biblia interprete  1551
De haereticis, an sint persequendi 1554
La Bible nouvellement translatée [fr] 1555
De arte dubitandi.
Conseil à la France désolée. 1562
De Imitatione Christi. 1563